# 20 Masalija
20 Masalija (mednarodno ime 20 Massalia, starogrško starogrško Μασσαλία: Massalía) je asteroid v glavnem asteroidnem pasu.
Pripada asteroidni družini Masaliji, ki ima po njem tudi ime. 

## Odkritje
Masalijo je odkril italijanski astronom Annibale de Gasparis 19. septembra 1852. Neodvisno ga je v naslednji noči opazoval tudi francoski astronom Jean Chacornac. Prvi pa je odkritje objavil Chacornac, ki je asteroid opazoval iz Marseilla. Massalia pomeni starogrško ime za Marseille.

## Lastnosti
Masalija je asteroid tipa S. Spada v družino Masalijo, kjer je največji asteroid. Ostali člani v družini so verjetno ostanki trkov asteroidov z Masalijo. Povprečna gostota asteroida je podobna gostoti silikatnih kamnin. Izgleda kot, da je brez prelomov, kar je redkost med asteroidi te velikosti. Večina takšnih asteroidov ima veliko prelomov, nekateri so celo gruča manjših delcev, ki so združeni zaradi garvitacijske sile med njimi.
Svetlobne krivulje kažejo, da os vrtenja kaže proti ekliptičnim koordinatam (β, λ) = (45°, 10°) ali (β, λ) = (45°, 190°) (z možno napako 10°). V obeh primerih to pomeni, da je nagib vrtilne osi okoli 45°.